# باشگاه فوتبال الاتفاق
باشگاه الاتفاق (به عربی: نادي الاتفاق) یک باشگاه فوتبال از عربستان سعودی است که در شهر دمام قرار دارد. این باشگاه هم‌اکنون در لیگ حرفه‌ای فوتبال عربستان بازی می‌کند.
این باشگاه دو بار در سال‌های ۱۹۸۳ و ۱۹۸۷ قهرمان لیگ حرفه‌ای عربستان شده‌است.
همچنین این تیم سابقهٔ قهرمانی و نایب قهرمانی در جام پادشاهی عربستان (۲بار) و جام ولیعهد عربستان را دارد.
الاتفاق سه بار و در سال‌های ٬۱۹۹۱ ۲۰۰۳ و ۲۰۰۴ به مقام قهرمانی جام فدراسیون عربستان رسیده است.
این تیم در سال‌های ۱۹۸۳ و ۱۹۸۸ به مقام قهرمانی در مسابقات جام قهرمانان باشگاه‌های خلیج فارس رسیده است.

## مربیان برجسته
- آنتونیو ژوزه کونسیسائو اولیویرا
- برانکو ایوانکوویچ
- استیون جرارد

## بازیکنان برجسته
- سکو فوفانا
- جورجینیو واینالدوم
- موسی دمبله
- جک هندری
- رابین کوایسون
- ویتینیو